# Elbe-project
Het Elbe-project (Duits: Elbe-Projekt) is de naam voor de allereerste commerciële hoogspanningsleiding op gelijkstroom. Zij werd gebouwd op basis van kwikdampdiodes.
Het ontwerpen gebeurde in Braunschweig en Salzgitter door de Technische Universiteit Braunschweig. Eerst werden er proefinstallaties gebouwd tussen Zürich en Wettingen en tussen Berlin-Charlottenburg en Berlin-Moabit. Tussen 1933 en 1942 toonden deze aan dat het mogelijk is gelijkstroom te transporteren met behulp van kwikdampdiodes. 
In 1941 werd besloten een tweepolige installatie te bouwen met twee ondergrondse hoogspanningskabels tussen de elektrische centrale "Elbe" bij Dessau en Berlin-Marienfelde met een spanning van 200 kV en een capaciteit van 60mW.
De bouw werd op 24 augustus 1941 aangevat, maar door de oorlogsomstandigheden nooit onder stroom gezet.
Na de oorlog bevond de installatie zich in de Sovjet-Russische bezettingszone. Zij werd ontmanteld en weer opgebouwd tussen Moskou en Kasjira, waar zij in 1951 operationeel werd, weliswaar eenpolig, omdat een deel van de installatie verloren was gegaan. Zij is inmiddels buiten gebruik gesteld.
Een stuk van de gebruikte kabel is tentoongesteld in het Deutsches Museum in München.